# 伊麗莎維爾 (肯塔基州)
伊麗莎維爾（英語：Elizaville）是位於美國肯塔基州弗萊明縣的一個人口普查指定地區。

## 人口
根據2020年美國人口普查的數據，伊麗莎維爾的面積為2.66平方千米，當中陸地面積為2.66平方千米，而水域面積為0.00平方千米。當地共有人口190人，而人口密度為每平方千米71.43人。